# The First Step: Treasure Effect
The First Step: Treasure Effect – pierwszy album studyjny zespołu Treasure z Korei Południowej. Został wydany 11 stycznia 2021 roku przez YG Entertainment. Płytę promował singel „My Treasure”. Sprzedał się w nakładzie 386 624 egzemplarzy w Korei Południowej (stan na maj 2022). Zdobył platynowy certyfikat w kategorii albumów.
31 marca 2021 roku ukazała się japońska wersja albumu, wydana przez YGEX. Osiągnął 1 pozycję w rankingu Oricon i pozostawał na liście przez 34 tygodnie. Głównym utworem był „Beautiful”, a wszystkie pozostałe utwory ponownie nagrano po japońsku.

## Lista utworów

### Wersja koreańska
| CD  | CD                                                        | CD                                                  | CD                                                                     | CD                             | CD      |
| Nr  | Tytuł utworu                                              | Tekst                                               | Kompozycja                                                             | Aranżacja                      | Długość |
| --- | --------------------------------------------------------- | --------------------------------------------------- | ---------------------------------------------------------------------- | ------------------------------ | ------- |
| 1.  | „My Treasure”                                             | Bigtone, Min Yeon-jae, Choi Hyun-suk, Yoshi, Haruto | Future Bounce, AFTRSHOK, Geist Way, CSCS, H.Kenneth, Pollock           | Future Bounce, AFTRSHOK        | 3:15    |
| 2.  | „Narang itja (BE WITH ME)” (kor. 나랑 있자 (BE WITH ME))  | Rovin, Kim Kyung, Choi Hyun-suk, Yoshi, Haruto      | Rovin, Kim Sang-wook                                                   | Rovin                          | 3:08    |
| 3.  | „Slowmotion”                                              | Lee Chan-hyuk, Choi Hyun-suk, Yoshi, Haruto         | Lee Chan-hyuk, Millennium, Kim Chang-hoon                              | Millennium, Kim Chang-hoon     | 3:10    |
| 4.  | „Boy”                                                     | Se.A, Choice37, Choi Hyun-suk, Haruto               | Choice37, R.Tee, Hae, Se.A                                             | R.Tee                          | 3:16    |
| 5.  | „Deureowa (Come to Me)” (kor. 들어와 (Come to Me))        | Rovin, Kim Kyung, Bigtone, Hyun-suk, Yoshi, Haruto  | Rovin                                                                  | Rovin                          | 3:24    |
| 6.  | „Saranghae (I Love You)” (kor. 사랑해 (I Love You))       | R.Tee, Yoshi, Choi Hyun-suk, Haruto                 | R.Tee                                                                  | R.Tee, Yena                    | 3:01    |
| 7.  | „B.L.T (Bling Like This)”                                 | Kim Dong-joon, Choi Hyun-suk, Yoshi, Haruto, Trnc   | Q, Trnc                                                                | Q, Trnc                        | 3:25    |
| 8.  | „Eum (MMM)” (kor. 음 (MMM))                               | Godok, Choi Hyun-suk, Haruto, Yoshi                 | Future Bounce, AFTRSHOK, Czaer, Awry, Jan Baars, Nathan Lewis, Brian U | Future Bounce, AFTRSHOK, Czaer | 3:28    |
| 9.  | „Orange” (kor. 오렌지 (Orange))                           | Asahi, Haruto, Choi Hyun-suk, Yoshi                 | Asahi, Future Bounce                                                   | Future Bounce                  | 4:16    |
| 10. | „Michyeogane (Going Crazy)” (kor. 미쳐가네 (Going Crazy)) | Future Bounce, Bigtone                              | Future Bounce                                                          | Future Bounce                  | 3:44    |
| 11. | „I Love You” (Piano ver.) (tylko CD)                      | R.Tee, Yoshi, Choi Hyun-suk, Haruto                 | R.Tee                                                                  | Rovin, LeeSS                   | 3:01    |
| 12. | „Mmm” (Rock ver.) (tylko CD)                              | Godok, Choi Hyun-suk, Haruto, Yoshi                 | Future Bounce, AFTRSHOK, Czaer, Awry, Jan Baars, Nathan Lewis, Brian U | Future Bounce, AFTRSHOK, Czaer | 3:28    |

### Wersja japońska
| CD  | CD                                                  | CD                                                            | CD                                                                     | CD                             | CD      |
| Nr  | Tytuł utworu                                        | Tekst                                                         | Kompozycja                                                             | Aranżacja                      | Długość |
| --- | --------------------------------------------------- | ------------------------------------------------------------- | ---------------------------------------------------------------------- | ------------------------------ | ------- |
| 1.  | „Beautiful”                                         | Yoshi, Jun                                                    | D&H, Sunny Boy, Jun                                                    | D&H                            | 3:49    |
| 2.  | „My Treasure” (JP ver.)                             | Bigtone, Min Yeon-jae, Choi Hyun-suk, Yoshi, Haruto, ZERO     | Future Bounce, AFTRSHOK, Geist Way, CSCS, H.Kenneth, Pollock           | AFTRSHOK                       | 3:15    |
| 3.  | „Be With Me” (JP ver.)                              | Rovin, Kim Kyung, Choi Hyun-suk, Yoshi, Haruto, Jun           | Rovin, K.im Sang-wook                                                  | Rovin                          | 3:08    |
| 4.  | „Slowmotion” (JP ver.)                              | Lee Chan-hyuk, Choi Hyun-suk, Yoshi, Haruto, ZERO             | Lee Chan-hyuk, Millennium, Kim Chang-hoon                              | Millennium, Kim Chang-hoon     | 3:10    |
| 5.  | „Boy” (JP ver.)                                     | Se.A, Choice37, Choi Hyun-suk, Haruto, ZERO                   | Choice37, R.Tee, Hae, Se.A                                             | R.Tee                          | 3:16    |
| 6.  | „Come to Me” (JP ver.)                              | Rovin, Kim Kyung, Bigtone, Choi Hyun-suk, Yoshi, Haruto, ZERO | Rovin                                                                  | Rovin                          | 3:24    |
| 7.  | „I Love You” (JP ver.)                              | R.Tee, Yoshi, Choi Hyun-suk, Haruto,ZERO, TA-TROW             | R.Tee                                                                  | R.Tee, Yena                    | 3:01    |
| 8.  | „B.L.T (Bling Like This)” (JP ver.)                 | Kim Dong-joon, Choi Hyun-suk, Yoshi, Haruto, Trnc, TA-TROW    | Q, Trnc                                                                | Q, Trnc                        | 3:25    |
| 9.  | „Mmm” (JP ver.)                                     | Godok, Choi Hyun-suk, Haruto, Yoshi, kickhaiku                | Future Bounce, AFTRSHOK, Czaer, Awry, Jan Baars, Nathan Lewis, Brian U | Future Bounce, AFTRSHOK, Czaer | 3:28    |
| 10. | „Orange” (JP ver.)                                  | Asahi, Haruto, Choi Hyun-suk, Yoshi                           | Asahi, Future Bounce                                                   | Future Bounce                  | 4:16    |
| 11. | „Going Crazy” (kor. 미쳐가네 Michyeogane) (JP ver.) | Future Bounce, Bigtone, TA-TROW                               | Future Bounce                                                          | Future Bounce                  | 3:44    |
| 12. | „I Love You” (Piano ver. (JP ver.)) (tylko CD)      | R.Tee, Yoshi, Choi Hyun-suk, Haruto, ZERO, TA-TROW            | R.Tee                                                                  | Rovin, LeeSS                   | 3:01    |
| 13. | „Mmm” (Rock ver. (JP ver.)) (tylko CD)              | Godok, Choi Hyun-suk, Haruto, Yoshi, kickhaiku                | Future Bounce, AFTRSHOK, Czaer, Awry, Jan Baars, Nathan Lewis, Brian U | Future Bounce, AFTRSHOK, Czaer | 3:28    |

## Notowania
| Lista                      | Pozycja |
| -------------------------- | ------- |
| Gaon Weekly Albums Chart   | 1       |
| Oricon Weekly Album Chart  | 1       |
| Billboard Japan Hot Albums | 1       |